# Joseph Brandès
Joseph Brandès (1772-1849) was een Nederlands politicus uit de 19e eeuw. Hij was, als griffier, lid van de Gedeputeerde Staten van Luik. Ook was hij inspecteur van de provinciale scholen van Luik. Van 2 december 1823 tot 1830 was hij, als opvolger van Werner Jacob, de Nederlandse commissaris van het condominium Neutraal Moresnet. Toen in 1830 de onafhankelijkheidsstrijd van de Zuidelijke Nederlanden losbrak, werd hij verjaagd. Pas in 1835 kwam er een nieuwe commissaris. Ditmaal een Belg, aangezien het nog in oorlog verwikkelde België de rechten, die Nederland in 1816 bij het  Grenstraktaat van Aken verkregen had, over had genomen. Joseph Brandès werd dus opgevolgd door Lambert Ernst